# Stenostomum obtusifolium
Stenostomum obtusifolium är en måreväxtart som först beskrevs av Ignatz Urban, och fick sitt nu gällande namn av Nathaniel Lord Britton och Percy Wilson. Stenostomum obtusifolium ingår i släktet Stenostomum och familjen måreväxter. Inga underarter finns listade i Catalogue of Life.